# Bạch Xuân Nguyên
Bạch Xuân Nguyên (chữ Hán: 白春元, 1796-?), là vị quan Bố chính đầu tiên của tỉnh Gia Định thời Nguyễn.  Ông được biết đến là vị quan đã theo mật lệnh của triều đình Nguyễn, truy xét công tội của vị Tổng trấn Gia Định vừa mất là Tả Quân Lê Văn Duyệt, dẫn đến cuộc binh biến thành Phiên An tại các tỉnh miền Nam.
Năm 1832, sau khi Tổng trấn Gia Định là Lê Văn Duyệt mất, vua Minh Mạng bãi bỏ chế độ tổng trấn trên toàn quốc, tất cả đổi là tỉnh và trực thuộc vào triều đình Huế. Trấn Gia Định cũ được chia thành sáu tỉnh với các quan lại trực tiếp từ triều đình Huế vào thay. Trong đó có Tổng đốc Nguyễn Văn Quế, Bố chính Bạch Xuân Nguyên và Án sát Nguyễn Chương Đạt.
Theo một số tài liệu, việc truy xét công tội Lê Văn Duyệt của vua Minh Mạng có thể vì nhiều lý do mà trong đó lý do chính do trước đây Lê Văn Duyệt không ủng hộ việc lập hoàng tử Đảm (tức vua Minh Mạng sau này) làm thái tử nối ngôi vua. Theo Việt Nam sử lược của Trần Trọng Kim, việc truy xét công tội Lê Văn Duyệt do Bố chính Bạch Xuân Nguyên đề xuất trước khi đi và được thực thi khi ông vào nhậm chức Bố chính tại Gia Định.
Việc đặt bản án, điều tra, buộc tội, đánh mộ Lê Văn Duyệt, cùng với việc thi hành bắt giam, xử tử những người nhà và thuộc hạ của Lê Văn Duyệt, đã thúc đẩy cuộc binh biến thành Phiên An. Lê Văn Khôi là con nuôi của Lê Văn Duyệt và các thuộc hạ của Lê Văn Duyệt lo sợ cho số phận của mình, vào đêm 18 tháng 5 năm Quý Tỵ (tức 5 tháng 7 năm 1833) đã phá tù, dấy binh nổi dậy.
Theo Việt Nam sử lược, ngay trong đêm nổi dậy, loạn quân nhập dinh mưu giết cả nhà Bạch Xuân Nguyên nhưng ông chạy thoát được. Nhưng ngay đêm ấy loạn quân bắt sống được Bạch Xuân Nguyên, cùng với Tổng đốc Nguyễn Văn Quế khi đem quân đến cứu, rồi đem cả hai về đốt tế sống trước từ đường của Tả Quân Lê Văn Duyệt. Án sát Nguyễn Chương Đạt đang đêm mở cửa thành chạy trốn.
Trong tháng 7 cùng năm (năm 1833), cùng với việc đem quân vào để dẹp loạn, triều đình Huế đã truy xét và tước chức Tổng đốc An-Biên của Nguyễn Văn Quế và Bố chính Phiên An của Bạch Xuân Nguyên.
Kết quả của việc truy xét công tội Lê Văn Duyệt của Bố chính Bạch Xuân Nguyên đã đẩy đến cuộc binh biến thành Phiên An, đánh đổi bằng mạng sống của ông và gia đình ông. Sau khi dẹp loạn cuộc nổi dậy, triều đình Huế nghị tội Lê Văn Duyệt, trong đó có xiềng mộ Lê Văn Duyệt mà mãi đến thời Thiệu Trị án mới được dỡ bỏ. Cuộc binh biến này đã để lại một địa danh tại Gia Định là khu Mả ngụy, nơi chôn tập thể hơn 1.800 người tham gia hoặc liên quan đến cuộc binh biến. Cuộc binh biến cũng đã khiến vua Minh Mạng phá bỏ tòa thành kiên cố là thành Bát Quái và xây tòa thành nhỏ và ít kiên cố hơn là thành Gia Định.

Một người con của Bạch Xuân Nguyên tên là Bạch Xuân Khản theo phe Lê Văn Khôi, khi ra hàng nhà Nguyễn thì bị xử chém:
Giáp Ngọ, năm Minh Mệnh thứ 15 [1834],
Bọn Tướng quân và Tham tán ở quân thứ Gia Định tâu nói : “Những giặc trong thành ra đầu thú có tên Bạch Xuân Khản là con Bạch Xuân Nguyên. Bọn thần đã đem giam lại để tra hỏi. Nó khai rằng : Trước nó theo ngụy thự Tả quân Lê Bá Minh, đóng ở cửa Gia Định. Ngụy bảo hộ Đặng Vĩnh ưng đã chết. Các tướng giặc : Điều khiển Nguyễn Văn Chẩm, Hậu quân Vũ Vĩnh Lộc, Trung quân Nguyễn Văn Quế, Thủy quân Phó tướng Lưu Tín, Phó tướng Nguyễn Văn Hàm, Binh bộ Thái khanh Nguyễn Văn Hòa, Binh bộ Thiếu khanh Đỗ Văn Dự chia nhau đóng ở các cửa Cảng Thần, Phục Viễn và Phiên An. Đảng giặc còn ước hơn 2000 tên, ốm và bị thương đến 500. Voi còn 11 thớt, thóc còn hai kho rưỡi.
...

Vua dụ rằng : “... Còn tên thú phạm Bạch Xuân Khản tức thì cho áp giải về Kinh để giao bộ Hình nghiêm xét”. Cuối cùng Khản bị khép vào tội chém, vì đã quên sỉ nhục, thờ quân thù... "